# Il ragazzo della baia
Il ragazzo della baia (The Bay Boy) è un film del 1984 diretto da Daniel Petrie.

## Trama
Canada, 1936. Donald Campbell è un adolescente che vive in un villaggio di minatori sulla costa. Sua madre vorrebbe che continuasse gli studi dopo la scuola superiore e diventasse prete, ma lui non è dello stesso avviso; infatti è attratto da una ragazza sua vicina di casa, una delle due figlie del sergente Coldwell. Una notte Donald è testimone dell'omicidio di una coppia di ebrei da parte del sergente, ma decide di non rivelare l'identità dell'assassino. Il segreto resta tale finché Coldwell, conscio di esser stato riconosciuto, sorprende Donald amoreggiare con sua figlia Dianna e tenta di ucciderlo, ma viene arrestato dalla polizia.

## Distribuzione
Il film è stato proiettato in Canada il 6 settembre 1984 durante il Toronto International Film Festival. Il 15 febbraio 1985 è uscito nelle sale cinematografiche statunitensi e il 19 settembre dello stesso anno in quelle australiane.
Altre distribuzioni:
- 9 gennaio 1987 in Finlandia (Pikkukaupungin poika)
- 30 gennaio 1987 in Portogallo (Entre o Amor e o Medo)